# Federació Internacional de la Medalla d'Art
La Federació Internacional de la Medalla d'Art , (en francès Fédération Internationale de la Médaille d'Art, FIDEM) és una organització professional internacional dedicada a la pràctica, l'apreciació, i promoció de la medalla d'art arreu del món. És l'associació més important a la qual pot pertànyer un artista creador de medalles.

## Membres
Alguns dels artistes internacionals que són o n'han estat membres i han participat en les seves exposicions són:
Errol Davis, Paula Dawson, Eva Froncek, Viktor Kalinowski, Michael Meszaros, Paul Huybrechts, Bogomil Nikolov, Christian Cardell Corbet, Christian Wirsén, Kerstin Östberg, Vítor Santos, Louise Dentice, Geer Steyn, Ron Dutton, Yvette Gastauer-Claire, Kate Harrison, Jane McAdam Freud, Ramon Ferran i Pagès, Josep Ramisa i Vallcorba, Jordi Ramisa Martínez.
Philip Attwood, conservador del departament de medalles i monedes del Museu Britànic és un dels membres del comitè executiu.

## Activitats
La FIDEM organitza congressos biannuals en els quals té lloc una mostra internacional així com lectures. Les publicacions es produeixen sovint en associació amb aquests congressos.